# Букиевский, Виктор Викторович
Виктор Викторович Букиевский (15 июня 1979, Кострома, СССР) — российский футболист, защитник.

## Карьера
Воспитанник СДЮШОР «Спартак» Москва. В 1998 году и в 2000 году вызывался в молодежную сборную России, где провел 5 товарищеских матчей. Победитель кубка Содружества в составе московского «Спартака» в 2000 году. В 2000—2001 годах провёл 8 матчей в высшем дивизионе России в составе раменского «Сатурна», в дальнейшем выступал за клубы первого и второго дивизионов. В 2003 году в составе ФК «Арсенал» Тула  стал победителем второго дивизиона "Запад" и был признан лучшим защитником второго дивизиона. В 2007 году с 11 мячами стал лучшим игроком и лучшим бомбардиром ФК «Авангард» Курск. В 2016 году в составе сборной России по любительскому футболу 8*8 стал чемпионом Европы. Также в 2014 году стал лучшим игроком Москвы в ЛФЛ 8х8. Участник трёх чемпионатов Европы под эгидой EMF.

## Личная жизнь
Женат имеет трёх сыновей, сын Виктора Букиевского, племянник Владимира Букиевского.